# Giuseppe Cammilli
Giuseppe Cammilli (Cecina, 10 novembre 1919 – ...) è stato un calciatore italiano, di ruolo centrocampista.

## Carriera
Disputa una gara in Serie B con il Pisa nella stagione 1938-1939; in seguito, dopo aver militato in Serie C con il Pontedera ed in Prima Divisione Toscana con il Cecina, debutta in Serie B nel 1946-1947 con il Viareggio, disputando due campionati cadetti per un totale di 71 presenze.
Nel 1948 passa al Rosignano Solvay, disputando quattro campionati di Serie C.

## Palmarès

### Club

#### Competizioni regionali
- Prima Divisione: 1

Cecina: 1945-1946